# 155
Évszázadok: 1. század – 2. század – 3. század
Évtizedek: 100-as évek – 110-es évek – 120-as évek – 130-as évek – 140-es évek – 150-es évek – 160-as évek – 170-es évek – 180-as évek – 190-es évek – 200-as évek
Évek: 150 – 151 – 152 – 153 –  154 – 155 – 156 – 157 – 158 – 159 – 160

## Események

### Római Birodalom
- Caius Julius Severust (helyettese áprilistól C. Aufidius Victorinus, novembertől Antius Pollio, decembertől D. Rupilius Severus) és Marcus Junius Rufinus Sabinianust (helyettese M. Gavius, Minicius Opimianus és L. Julius T. Statilius Severus ) választják consulnak.
- Britanniában fellázadnak a brigantok. Az Antoninus-fal helyőrsége délre húzódik, hogy segítsen a lázadás elfojtásában. Cnaeus Iulius Verust nevezik ki a provincia kormányzójává, aki Germaniából hoz erősítést.
- Megépül az aszpendoszi amfiteátrum.
- Máglyán égetik meg Polükarposzt, Szmürna keresztény püspökét, mert nem hajlandó tömjént égetni a császár tiszteletére.

## Születések
- Cassius Dio, görög történetíró
- Cao Cao, kínai hadúr
- Szun Csien, kínai hadúr

## Halálozások
- Szmürnai Polükarposz, keresztény teológus

## Fordítás
- Ez a szócikk részben vagy egészben  a(z)   155 című francia Wikipédia-szócikk ezen változatának fordításán alapul.  Az eredeti cikk szerkesztőit annak laptörténete sorolja fel. Ez a jelzés csupán a megfogalmazás eredetét és a szerzői jogokat jelzi, nem szolgál a cikkben szereplő információk forrásmegjelöléseként.